# Arcidiocesi di Urbino-Urbania-Sant'Angelo in Vado

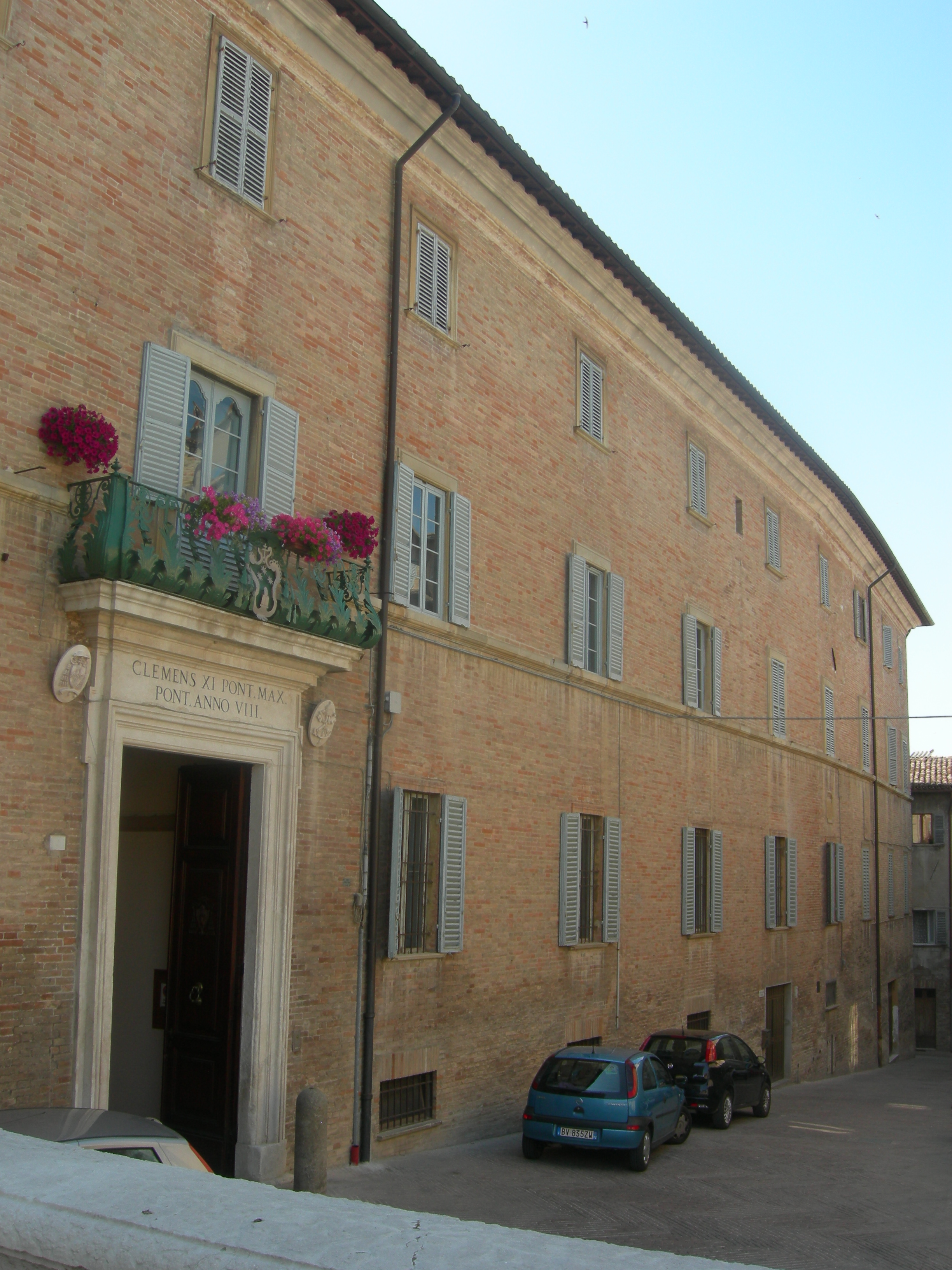
Il palazzo arcivescovile di Urbino. Al pianterreno dell'edificio si trovano le sale del museo diocesano Albani.

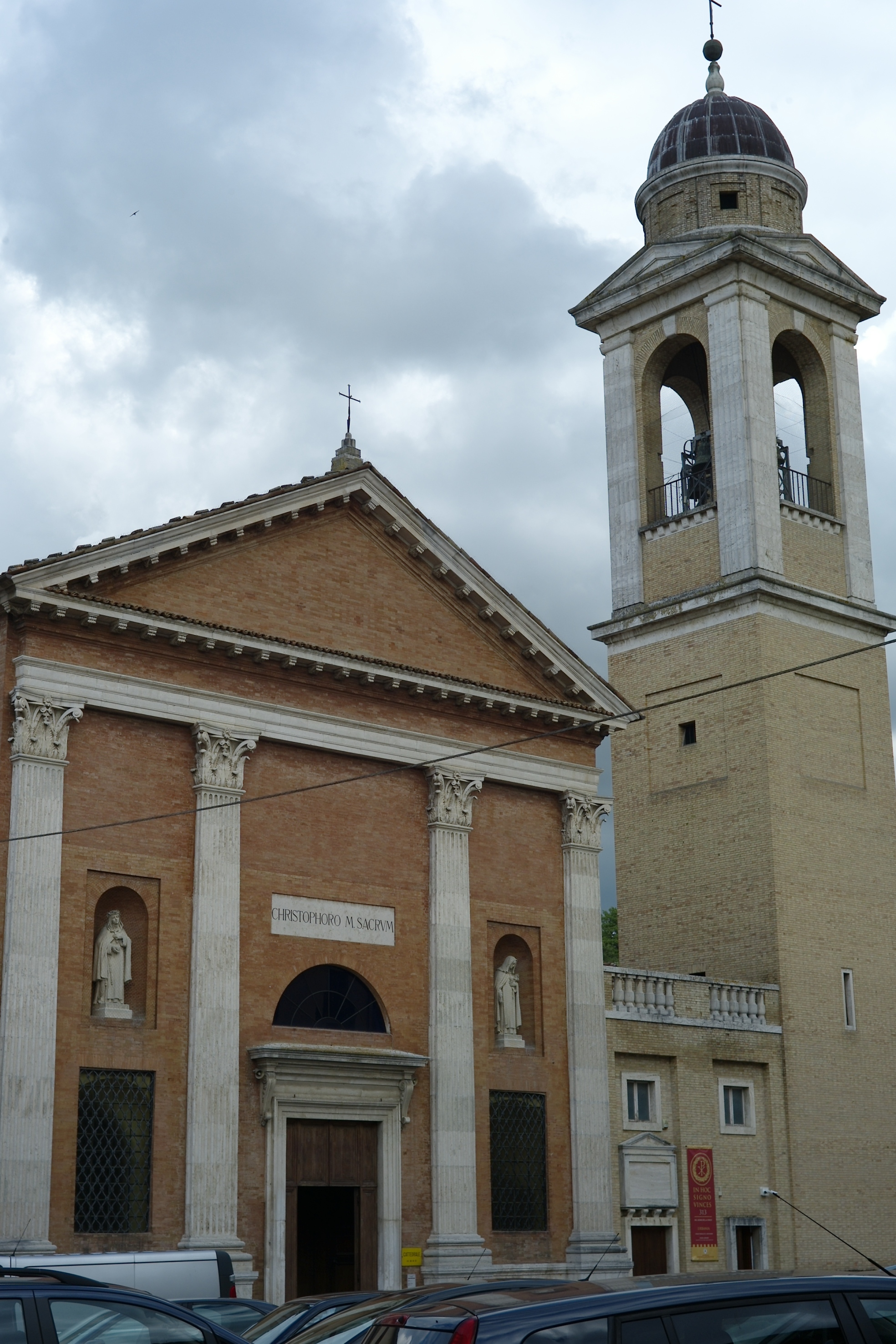
La concattedrale San Cristoforo martire di Urbania.

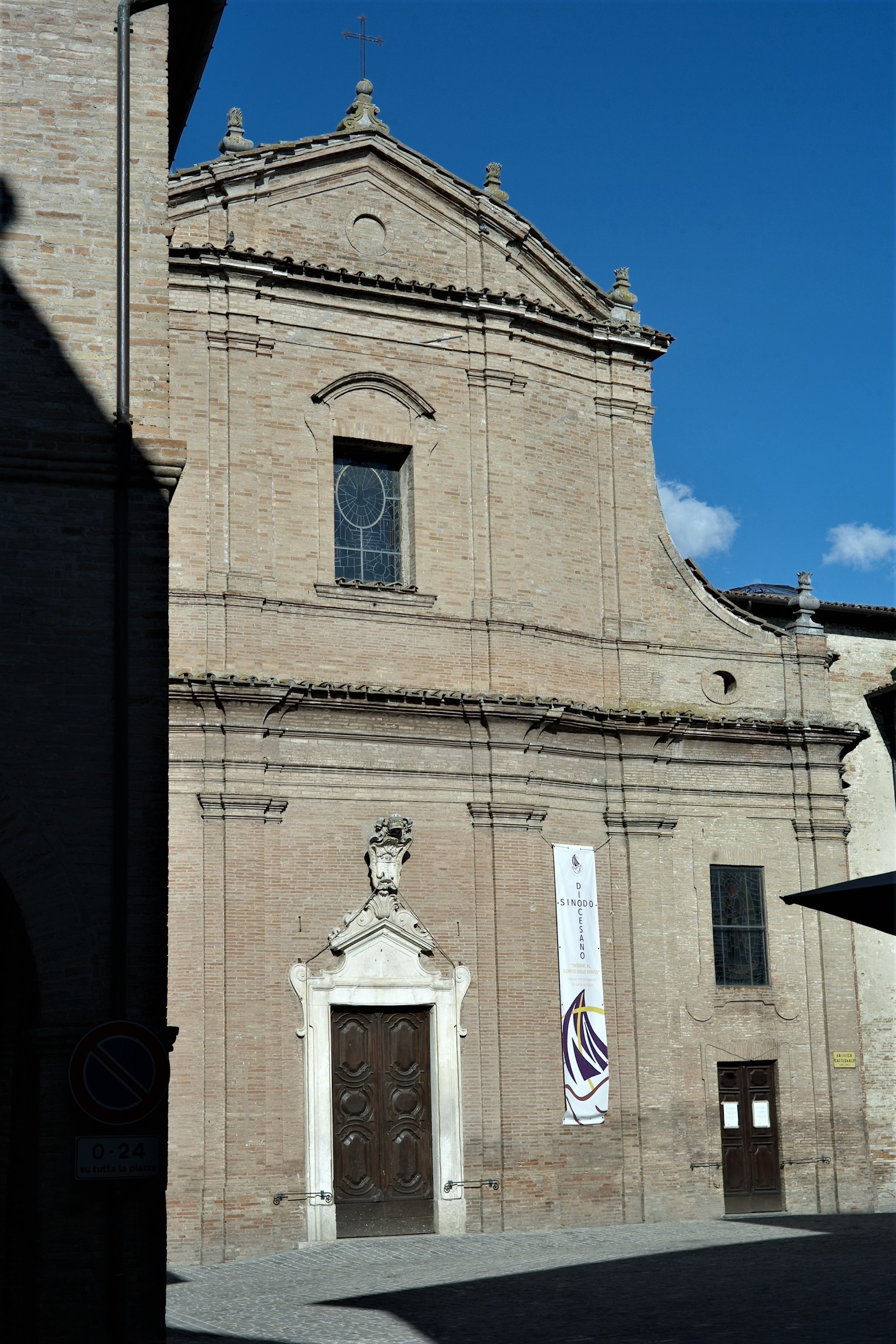
La concattedrale San Michele Arcangelo di Sant'Angelo in Vado.

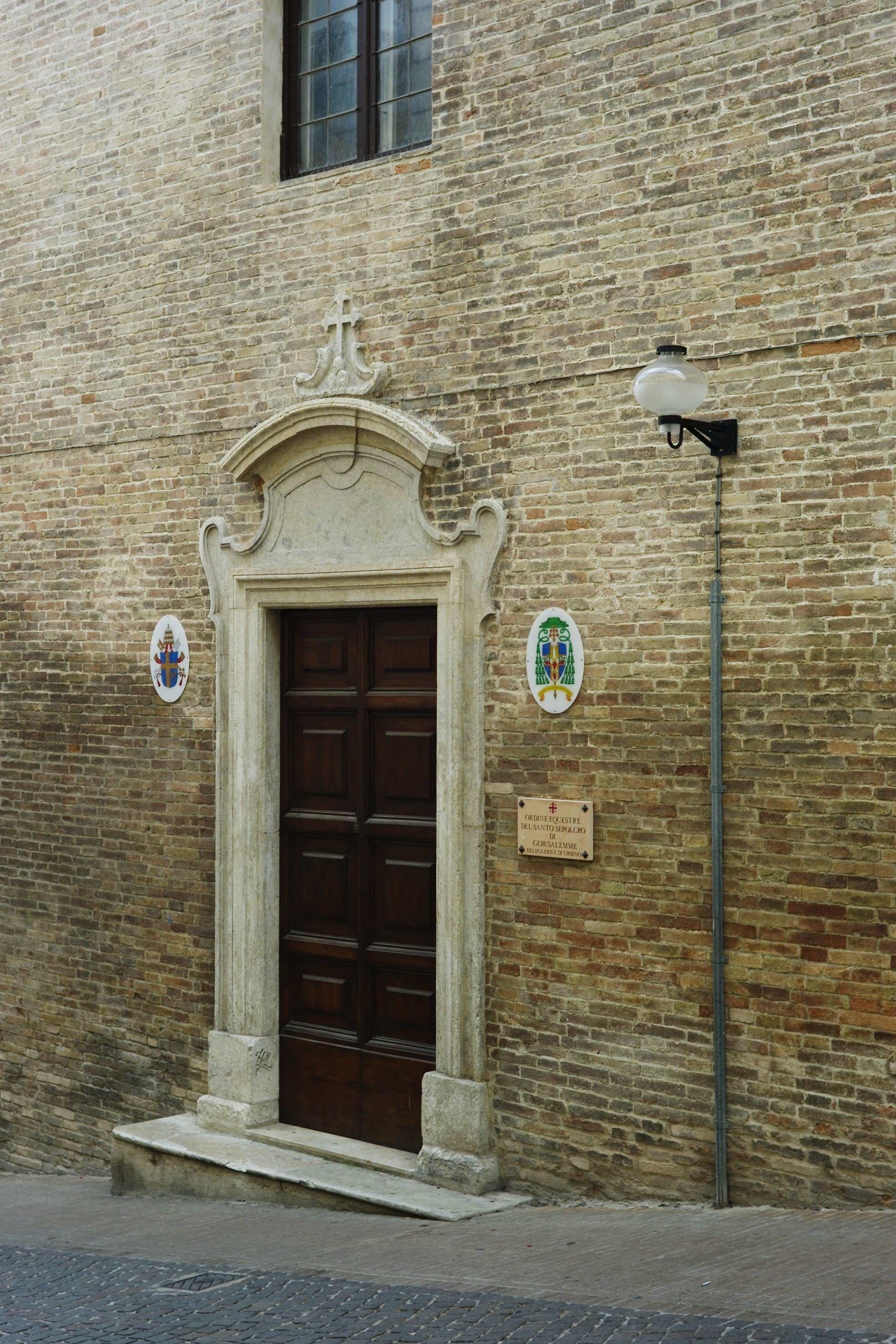
Il portale della chiesa di San Sergio, primitiva cattedrale della diocesi urbinate.

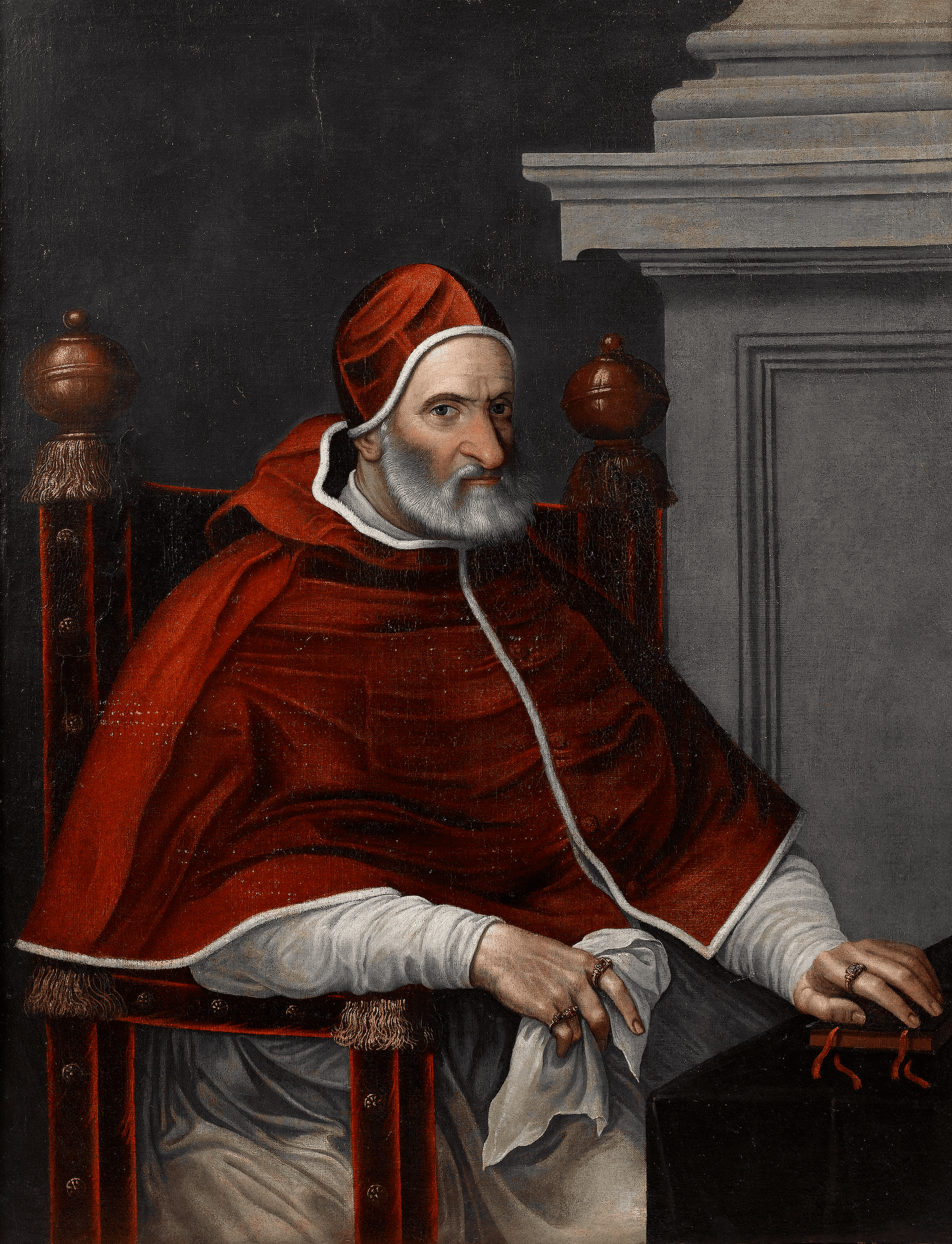
Papa Pio IV, che eresse la diocesi di Urbino ad arcidiocesi metropolitana.

L'arcidiocesi di Urbino-Urbania-Sant'Angelo in Vado (in latino Archidioecesis Urbinatensis-Urbaniensis-Sancti Angeli in Vado) è una sede della Chiesa cattolica in Italia suffraganea dell'arcidiocesi di Pesaro appartenente alla regione ecclesiastica Marche. Nel 2022 contava 44.172 battezzati su 53.967 abitanti. È retta dall'arcivescovo Sandro Salvucci.

## Territorio
L'arcidiocesi comprende i comuni di Acqualagna, Borgo Pace, Fermignano, Isola del Piano, Mercatello sul Metauro, Montecalvo in Foglia, Peglio, Petriano, Piobbico, Sant'Angelo in Vado, Urbania e Urbino. Comprende inoltre parte dei comuni di Lunano, Fossombrone (Calmazzo), Montefelcino (Monteguiduccio e Fontecorniale), Montelabbate, Piandimeleto, Sassocorvaro Auditore e Vallefoglia (Colbordolo).
Sede arcivescovile è la città di Urbino, dove si trova la cattedrale di Santa Maria Assunta. A Urbania e a Sant'Angelo in Vado si trovano le concattedrali dedicate rispettivamente a San Cristoforo martire e a San Michele arcangelo.
Il territorio si estende su 781 km² ed è suddiviso in 54 parrocchie, raggruppate in 7 unità pastorali: Urbino, Massa Trabaria, Urbania, Candigliano, Metauro, Apsa, Foglia.

### Istituti religiosi
Nell'arcidiocesi vi sono le seguenti comunità di vita consacrata.

#### Istituti religiosi maschili
- Convento dei frati minori conventuali (Urbino)
- Convento dei frati minori (Urbino)

#### Istituti religiosi femminili
- Monastero agostiniano di Santa Caterina d'Alessandria (Urbino)
- Monastero di Santa Chiara (Urbino)
- Istituto delle maestre pie Venerini - Pensionato universitario "Maria Immacolata" (Urbino)
- Istituto delle suore della carità di Santa Giovanna Antida Thouret - Pensionato universitario "Santa Felicita" (Urbino)
- Monastero benedettino di Santa Maria Maddalena (Urbania)
- Monastero di Santa Chiara (Urbania)
- Istitituto delle Suore dello Spirito Santo (Urbania)
- Monastero servita di Santa Maria delle Grazie (Sant'Angelo in Vado)
- Istituto delle piccole figlie dei Sacri Cuori di Gesù e Maria (Sant'Angelo in Vado)
- Monastero delle clarisse cappuccine del Sacro Cuore (Mercatello sul Metauro)
- Istituto delle piccole ancelle del Sacro Cuore (Acqualagna)

### Confraternite
Nel territorio esistono alcune antiche associazioni di laici, dedite a opere di pietà e carità. Queste sono:
- Confraternita del Corpus Domini (Urbino).
- Compagnia della Morte (Urbino).
- Confraternita di San Giovanni Battista e Sant'Antonio abate (Urbino).
- Confraternita di San Giuseppe, San Sebastiano e Sant'Andrea Avellino, delle Cinque Piaghe e della Visitazione (Urbino).
- Confraternita dell'Immacolata Concezione (Sant'Angelo in Vado).
- Confraternita della Madonna del Pianto (Sant'Angelo in Vado).
- Confraternita del Santissimo Crocifisso (Sant'Angelo in Vado).
- Confraternita di Santa Caterina (Sant'Angelo in Vado).
- Confraternita del Gonfalone (Fermignano).
- Confraternita della Beata Vergine dei Sette Dolori (Fermignano).
- Confraternita della Madonna del Bell'Amore (Mercatello sul Metauro).
- Confraternita di Santa Veronica Giuliani (Mercatello sul Metauro).
- Confraternita del Santissimo Sacramento (Mercatello sul Metauro).
- Confraternita del Santissimo Sacramento (Piobbico).

## Storia
L'odierna circoscrizione ecclesiastica è frutto dell'unione, attuata nel 1986, dell'arcidiocesi di Urbino con la diocesi di Urbania e Sant'Angelo in Vado.

### Urbino
La diocesi di Urbino è attestata a partire dalla fine del VI secolo, sebbene la tradizione indichi come primo vescovo Evandro, vissuto nel IV secolo. Il primo riscontro storico certo dell'esistenza della diocesi risale al 593, anno in cui è menzionato il vescovo Leonzio, a cui Gregorio Magno affida l'amministrazione della chiesa di Rimini in assenza del vescovo Castorio. Leonzio è documentato in altre occasioni nell'epistolario gregoriano (595, 596) e morì probabilmente prima di maggio 599, poiché a questa data risultava amministratore della diocesi di Rimini il vescovo Sebastiano, che si ritiene sia stato il successore di Leonzio, benché nella lettera di Gregorio Magno che lo menziona non è indicata la sede di appartenenza. La successiva cronotassi dei vescovi urbinati, fino al XII secolo, è molto lacunosa e incompleta, e incerta è l'attribuzione a Urbino dei vescovi documentati dalla tradizione.
La primitiva cattedrale della diocesi era la chiesa di San Sergio, che sorgeva fuori dalle mura cittadine. Nel 1021 il vescovo Teodorico trasferì la cattedrale episcopale in una chiesa all'interno della città, che dedicò a Santa Maria Assunta. All'epoca del successivo vescovo, il beato Mainardo, furono trasferite da Città di Castello e collocate nella cattedrale le reliquie di san Crescentino, patrono della città e della diocesi di Urbino.
Scrive Franco Negroni: «Il sorgere del Comune tra i secoli XI-XII, con l'espansione rapida e notevole della città, non fu senza un certo travaglio tra vescovo e cittadini e vive furono le fazioni guelfa e ghibellina, capeggiata quest'ultima dalla famiglia Montefeltro. La città dal secolo XII contò cinque parrocchie oltre la cattedrale e accolse i nuovi ordini mendicanti: Francescani (dal loro sorgere), Domenicani (ca. 1245), Agostiniani (c.1258), Celestini (fine secolo XIII) con i rami femminili delle Clarisse, Agostiniane (tre monasteri), Santucciane (Benedettine). Il secolo XIV segnò il nascere delle gloriose confraternite di Santa Croce (1318), del Corpus Domini (ca. 1350), dell'Umiltà (1362), di San Giovanni (1393), dello Spirito Santo (ca. 1395) e la nascita o l'incremento di vari ospedali nella città e nel territorio diocesano».
Nel 1380 il beato Pietro Gambacorta diede vita, a poca distanza da Urbino, alla congregazione dei Poveri eremiti di San Gerolamo, che si diffuse in tutta Italia e all'estero.
Su istanza di Federico da Montefeltro, nella seconda metà del XV secolo venne ricostruita la cattedrale, che fu consacrata nel 1534 e ultimata con l'aggiunta della cupola agli inizi del Seicento.
Nel 1402 l'abbazia benedettina di San Cristoforo del Ponte (VIII secolo) a Casteldurante, in commenda dal 1393, ottenne lo status di nullius dioecesis da papa Bonifacio IX, ossia l'indipendenza ecclesiastica dai vescovi di Urbino; oltre Casteldurante, dall'abbazia dipendevano i castelli di Sant'Angelo in Vado e di Sassocorvaro.
Il 4 giugno 1563, su richiesta dell'ex vescovo, il cardinale Giulio della Rovere, Urbino fu elevata al rango di arcidiocesi metropolitana con la bolla Super universas di papa Pio IV. Originariamente le furono assegnate come suffraganee le diocesi di Cagli, Senigallia, Pesaro, Fossombrone, Montefeltro e Gubbio. Nel 1636 entrarono a far parte della provincia ecclesiastica urbinate anche le nuove diocesi unite di Urbania e Sant'Angelo in Vado.
Durante l'episcopato di Antonio Giannotti, il 21 novembre 1592 fu istituito il seminario diocesano nei pressi dell'antica cattedrale di San Sergio. Rimase in questa sede fino al 1874, quando l'arcivescovo Alessandro Angeloni fece costruire un nuovo grande edificio nel luogo dove sorgeva l'ex monastero di San Domenico.
Nell'epoca post-tridentina, gli arcivescovi si impegnarono per l'attuazione delle riforme introdotte dal concilio di Trento e l'arcidiocesi vide il fiorire di opere di carità, di istituzioni laicali e di assistenza, e la fondazione di numerose case di religiosi. Da segnalare: la visita pastorale attuata dall'arcivescovo Benedetto Ala (1610-1620); i sinodi arcivescovili indetti da Paolo Emilio Santorio nel 1627, da Antonio Santacroce nel 1639, da Francesco Vitelli nel 1645 e da Ascanio Maffei nel 1648; la fondazione della congregazione per l'assistenza degli infermi poveri nel 1648.
Agli inizi del Settecento l'urbinate Gianfrancesco Albani divenne papa con il nome di Clemente XI; questi si mostrò munifico e generoso nei confronti della sua città natale, così come il nipote, il cardinale Annibale Albani (1682-1751), nei confronti di chiese, monasteri, opere pie e della cattedrale.
Il patrimonio architettonico delle diocesi fu colpito dal terremoto del 3 giugno 1781, che portò distruzione soprattutto nella parte montana dell'arcidiocesi e nelle chiese di campagna. La cupola della cattedrale di Urbino cedette nel gennaio del 1789, provocando danni alle opere d'arte custodite nella chiesa.
Durante il periodo napoleonico l'arcidiocesi di Urbino fu guidata dal vescovo Spiridione Berioli (1787-1819), di tendenze filonapoleoniche, con qualche contrasto con il clero diocesano e il capitolo della cattedrale. Tuttavia, dopo la caduta di Napoleone, Berioli abbandonò le simpatie liberali. Durante il suo episcopato, nel 1801, si riaprì la cattedrale restaurata in forme neoclassiche dall'architetto romano Giuseppe Valadier.
Dopo l'annessione delle Marche al Regno d'Italia l'arcidiocesi di Urbino dovette subire la politica anticlericale del governo unitario. L'arcivescovo Angeloni (1846-1881), considerato un conservatore e reazionario, fu arrestato tre volte. Intanto, in tutta la seconda metà dell'Ottocento sorsero istituti di carità: l'orfanotrofio, la "Casa delle Convertite", la conferenza di San Vincenzo de Paoli, l'istituto Santa Felicita per l'istruzione di ragazze povere, la Banca Cattolica, le cooperative cattoliche e le casse rurali. Si deve all'Angeloni la celebrazione di sinodo provinciale nel 1859 e di due sinodi diocesani nel 1867 e nel 1880.
Nel 1900 nacque il giornale diocesano "L'Ancora", seguito da "Il Dovere", per la diffusione dell'Azione cattolica, e da "Il lavoro", che si opponeva alla stampa socialista.

### Urbania e Sant'Angelo in Vado
Tiphernum Metaurense, l'odierna Sant'Angelo in Vado, fu sede vescovile già nell'antichità, scomparsa a causa delle distruzioni portate dai Goti nel VI secolo. Apparteneva certamente alla sede marchigiana Lucifero, episcopus Tifernis Metauris, che prese parte al sinodo riunito da papa Ilario nella basilica di Santa Maria Maggiore a Roma il 19 novembre 465, durante il quale fu interdetto ai vescovi in punto di morte di designare il proprio successore. A Tiphernum Metaurense viene poi attribuito un altro vescovo, Mario, che prese parte al sinodo romano convocato da papa Simmaco il 1º marzo 499 per eliminare alcuni abusi che si erano introdotti nell'elezione del vescovo di Roma. Questo vescovo tuttavia firma gli atti come episcopus ecclesiae Tifernatium, senza ulteriori specificazioni; potrebbe perciò appartenere anche alla sede omonima dell'Umbria, Tiphernum Tiberiacum, ossia Città di Castello.
Il territorio delle due future diocesi appartenne a lungo all'arcidiocesi di Urbino. A partire dal XII secolo si costituirono alcune circoscrizioni ecclesiastiche indipendenti dai vescovi urbinati:
- la prelatura nullius dioecesis dei Santi Pietro e Paolo di Mercatello, che ottenne l'esenzione vescovile da papa Alessandro III nel 1180;[8]
- l'abbazia nullius dioecesis di San Michele Arcangelo di Lamoli, risalente al VII secolo, documentata dal XIII secolo come esente dalla giurisdizione vescovile, data in commenda a partire dal 1422;
- l'abbazia benedettina di San Cristoforo del Ponte (VIII secolo) a Casteldurante, in commenda dal 1393, che ottenne lo status di nullius dioecesis da papa Bonifacio IX nel 1402; oltre Casteldurante, dall'abbazia dipendevano i castelli di Sant'Angelo in Vado e di Sassocorvaro. Tra i cardinali a cui fu data in commenda l'abbazia, si ricordano Bessarione e Alessandro Farnese, futuro papa Paolo III.[9]

Il 18 febbraio 1636, su istanza del cardinale commendatario Francesco Barberini, con due bolle dal medesimo incipit Pro excellenti praeminentia, papa Urbano VIII eresse le città di Casteldurante e di Sant'Angelo in Vado in sedi diocesane, le unì aeque principaliter e le dichiarò suffraganee di Urbino. Contestualmente, la città di Casteldurante, per omaggio al pontefice che ne fece sede vescovile, cambiò nome in Urbania. La residenza vescovile, secondo le bolle d'erezione, spettava in alternanza a Sant'Angelo in Vado e a Urbania, con alternanza da un vescovo all'altro.
Furono erette a cattedrali la chiesa dell'antica abbazia di San Cristoforo a Urbania, e la chiesa di San Michele Arcangelo a Sant'Angelo in Vado.
Le due diocesi erano molto piccole: la diocesi di Urbania comprendeva Urbania e Sassocorvaro, mentre quella di Sant'Angelo in Vado la sola città episcopale. Per questo motivo, il 20 ottobre 1636, con il breve Cum nuper nos, Urbano VIII unì alla diocesi di Urbania la prelatura di Mercatello, e alla diocesi di Sant'Angelo in Vado l'abbazia di Lamoli, con le rispettive pertinenze.
Primo vescovo delle diocesi unite fu Onorato Honorati (1636-1683). Di lui scrive Cappelletti: «Consacrò tutte le sue cure per porre in buon ordine lo stato delle due nuove cattedrali; piantò tre seminarii pei chierici di ambe le diocesi, in Urbania, in Vado e in Mercatello; visitò diligentemente il suo gregge; celebrò la solenne consacrazione della cattedrale di Urbania. A lui il vescovo di Rimini Marco Gallo affidò per qualche tempo l'amministrazione della propria diocesi…».
All'Honorati si deve anche la celebrazione del primo sinodo diocesano nel 1637; fino al 1790 furono indetti nelle due diocesi altri sedici sinodi. L'ultimo sinodo delle diocesi unite fu celebrato dal vescovo Giovanni Capobianco nel 1959.
Durante l'episcopato di Giovanni Vincenzo Castelli (1714-1736), fu ricostruita la cattedrale, che venne consacrata nel mese di ottobre del 1726, come ricorda la lapide esposta nella chiesa. Il vescovo Paolantonio Agostini Zamperoli (1779-1813) morì in esilio a Como per non aver prestato il giuramento preteso da Napoleone Bonaparte.
«Numerosi erano i monasteri della diocesi di Urbania, tra i quali quello delle cappuccine in Mercatello, eretto nella casa ove il 27 dicembre 1660 nacque santa Veronica Giuliani, che, divenuta cappuccina in Città di Castello, vi morì il 9 luglio 1727». Mercatello aveva anche due antichi conventi francescani, quello di Santa Chiara (fondato nel 1224 circa) e quello di San Francesco, entrambi soppressi, il primo durante il periodo napoleonico, il secondo nel 1887. A Sant'Angelo in Vado sorgevano i conventi dei Servi di Maria, dei Conventuali, dei Minori, dei Cappuccini, quattro conventi di monache, numerose confraternite, oltre tre ospedali e il Monte di Pietà. A Urbania si trovavano conventi dei Conventuali, dei Minori, dei Cappuccini e dei Chierici regolari minori (Caracciolini), un monastero di benedettine e uno di clarisse.
L'11 maggio 1951, con la lettera apostolica Tot in periculis, papa Pio XII ha proclamato Santa Veronica Giuliani patrona delle due diocesi, assieme a san Cristoforo, patrono di Urbania, e a San Michele Arcangelo, patrono di Sant'Angelo in Vado.
Il territorio della diocesi alla vigilia della plena unione con l'arcidiocesi metropolitana di Urbino, comprendeva cinque centri in provincia di Pesaro e Urbino: Borgo Pace, Sant'Angelo in Vado, Sassocorvaro, Mercatello sul Metauro e Urbania.
Essendo due diocesi, unite fin dalla loro fondazione aeque principaliter, vi erano due cattedrali: a Urbania sorgeva la cattedrale di San Cristoforo, mentre a Sant'Angelo in Vado si trovava la cattedrale di San Michele Arcangelo, entrambe oggi concattedrali dell'arcidiocesi di Urbino-Urbania-Sant'Angelo in Vado.
In occasione dell'unione con Urbino, il vescovo Ugo Donato Bianchi dispose una riduzione del numero delle parrocchie, che passarono da 49 (35 per Urbania e 14 per Sant'Angelo in Vado) a 10:
- 8 parrocchie nella diocesi di Urbania:[16]
  - Santa Maria Nuova nel comune di Borgo Pace;
  - Santa Veronica Giuliani nel comune di Mercatello sul Metauro;
  - San Giovanni Battista nel comune di Sassocorvaro;
  - San Cristoforo martire (cattedrale), San Giorgio martire, Santa Maria del Piano, San Pietro apostolo e San Vincenzo in Candigliano nel comune di Urbania;
- 2 parrocchie nella diocesi di Sant'Angelo in Vado:[17]
  - San Michele arcangelo (cattedrale) nel comune di Sant'Angelo in Vado;
  - San Michele arcangelo in Lamoli nel comune di Borgo Pace.

La revisione del numero e dell'estensione delle parrocchie comportò la cessione del territorio di 3 parrocchie soppresse della diocesi di Urbania a quella di Sant'Angelo in Vado: l'ex parrocchia di Santa Croce in Sompiano (comune di Borgo Pace), il cui territorio fu integrato nella parrocchia di San Michele arcangelo in Lamoli; e le ex parrocchie di Santo Stefano in Metola (comune di Mercatello sul Metauro) e di San Martino in Baciuccaro (comune di Sant'Angelo in Vado), i cui territori furono annessi alla parrocchia della cattedrale di Sant'Angelo in Vado.

### Le sedi unite
Il 26 aprile 1965 le diocesi di Urbania e Sant'Angelo in Vado, vacanti dopo la morte del vescovo Giovanni Capobianco, furono date in amministrazione all'arcivescovo urbinate Anacleto Cazzaniga, fino a quando il 23 maggio 1977 Ugo Donato Bianchi divenne, con due distinte nomine, arcivescovo di Urbino e vescovo di Urbania e Sant'Angelo in Vado, unendo così in persona episcopi le tre sedi episcopali.
Il 30 settembre 1986, con il decreto Instantibus votis della Congregazione per i vescovi, è stata stabilita la plena unione delle tre diocesi e la nuova circoscrizione ecclesiastica ha assunto il nome attuale. Ugo Donato Bianchi è diventato il primo arcivescovo di Urbino-Urbania-Sant'Angelo in Vado.
Nel 1990 due parrocchie del comune di Piobbico (San Donato e Santa Maria), appartenenti alla diocesi di Fano-Fossombrone-Cagli-Pergola, vengono annesse all'arcidiocesi.
La provincia ecclesiastica di Urbino ha subito sostanziali modifiche a partire dagli anni settanta del Novecento. Infatti nel 1972 e nel 1977 ha perso le diocesi di Gubbio e di Montefeltro. Dopo le modifiche attuate nel 1986, la provincia ecclesiastica urbinate era costituita dalle diocesi di Senigallia, di Pesaro e di Fano-Fossombrone-Cagli-Pergola. Infine, l'11 marzo 2000, nell'ambito della riorganizzazione della regione ecclesiastica Marche, Urbino, pur mantenendo il titolo arcivescovile, ha perso la dignità metropolitica ed è entrata a far parte della nuova provincia ecclesiastica dell'arcidiocesi di Pesaro.
Nel 2010 è stato riaperto al pubblico, dopo un'attenta opera di ristrutturazione e di ampliamento, il museo diocesano Albani, istituito nel 1964 in alcuni locali a pianterreno del palazzo arcivescovile di Urbino, e dedicato alla famiglia Albani, che nel Settecento si mostrò particolarmente munifica verso la cattedrale, contribuendo in maniera determinante ad accrescerne la collezione artistica.
Dal 7 gennaio 2023 è unita in persona episcopi all'arcidiocesi di Pesaro.

## Cronotassi dei vescovi
Si omettono i periodi di sede vacante non superiori ai 2 anni o non storicamente accertati.

### Vescovi e arcivescovi di Urbino
- Evandro? † (menzionato nel 313)[22]
- Leonzio † (prima del 593 - dopo il 596)
- Sebastiano ? † (menzionato nel 599)[23]
- Esilarato ? † (menzionato nel 680)[24]
- Temaurino † (menzionato nel 769)
- Mariano (o Mauriano) † (menzionato nell'826)
- Costantino † (menzionato nell'853)
- Pietro I † (menzionato nell'861)
- Giovanni † (menzionato nell'877)
- Alberto † (menzionato nell'887)
- Teodorico † (prima del 1021 - dopo il 22 aprile 1049 deceduto)
- Teuzone † (menzionato nel 1050 circa)
- Beato Mainardo (prima del 1056 - 9 maggio circa 1088 deceduto)
- Pietro II † (menzionato nel 1088)
- Guido I † (menzionato nel 1147)
- Giso † (prima del 1162 - dopo il 1179)
- Ugo Brandi † (prima del 1192 - dopo il 1197)
- Vivio † (menzionato nel 1204)
- Raniero † (menzionato nel 1214)
- Oddone † (marzo 1221 consacrato - ?)
- Pietro III † (menzionato nel 1250)
- Guido Brancaleoni, O.S.B. † (20 agosto 1259 - 1285 deceduto)
- Egidio † (3 ottobre 1285 - 1309 deceduto)
- Corrado, O.E.S.A. † (6 aprile 1309 - 1317 deceduto)
- Alessandro Guidi † (17 marzo 1317 - 1342 deceduto)
- Marco Rognoni, O.P. † (20 novembre 1342 - 1347 deceduto)
- Bartolomeo Carusi, O.E.S.A. † (12 dicembre 1347 - 1349 o 1350 deceduto)
- Francesco Brancaleoni † (2 maggio 1350 - 1370 deceduto)
- Guglielmo, O.F.M. † (30 marzo 1373 - 15 gennaio 1379 nominato patriarca di Costantinopoli)
  - Francesco, O.F.M. † (20 aprile 1379 - 1379 dimesso) (antivescovo)
- Oddone da Colonna[25] † (1380 - ?)
- Matteo Ghiri (Fiorilli) † (1409 - 26 luglio 1412 nominato vescovo di Forlì)
- Giorgio † (26 luglio 1412 - 1413 dimesso)[26]
- Matteo Ghiri (Fiorilli) † (1413 - 1423 deceduto) (per la seconda volta)
- Tommaso Tommasini, O.P. † (24 settembre 1423 - 11 dicembre 1424 nominato vescovo di Traù)
- Giacomo Balardi, O.P. † (11 dicembre 1424 - 12 settembre 1435 deceduto)
- Antonio Altan † (10 febbraio 1436 - 1450 deceduto)
- Latino Orsini † (23 dicembre 1450 - 11 settembre 1452 dimesso)
- Andrea Perciballi † (11 settembre 1452 - 26 maggio 1463 nominato vescovo di Muro Lucano)
- Girolamo Staccoli † (26 maggio 1463 - 1468 deceduto)
- Giovanni Battista Mellini † (27 aprile 1468 - 24 luglio 1478 deceduto)
- Lazzaro Racanelli, O.P. † (14 agosto 1478 - 1484 deceduto)
- Filippo Contorni † (20 settembre 1484 - 16 aprile 1491 deceduto)
- Giampietro Arrivabene † (18 aprile 1491 - 1504 deceduto)
- Gabriele de' Gabrielli † (27 marzo 1504 - 5 novembre 1511 deceduto)
- Antonio Trombetta † (7 novembre 1511 - 1514 dimesso)
  - Domenico Grimani † (29 marzo 1514 - 17 luglio 1523 dimesso) (amministratore apostolico)
- Giacomo Narducci † (17 luglio 1523 - 14 gennaio 1540 deceduto)
- Dionisio Laurerio, O.S.M. (13 febbraio 1540 - 17 settembre 1542 deceduto)
- Gregorio Cortese, O.S.B. † (6 novembre 1543 - 21 settembre 1548 deceduto)
- Giulio della Rovere † (24 settembre 1548 - 18 novembre 1551 nominato amministratore apostolico di Novara)
- Felice Tiranni † (18 novembre 1551 - 1º febbraio 1578 deceduto)
  - Giulio della Rovere † (1578 - 1578 dimesso) (per la seconda volta, amministratore apostolico)
- Antonio Giannotti † (11 agosto 1578 - 1597 deceduto)
- Giuseppe Ferrerio † (1597 succeduto - 16 marzo 1610 deceduto)
- Benedetto Ala † (5 maggio 1610 - 27 aprile 1620 deceduto)
- Ottavio Accoramboni † (17 maggio 1621 - 1623 dimesso)
- Paolo Emilio Santorio † (20 novembre 1623 - 4 agosto 1635 deceduto)
- Antonio Santacroce † (9 giugno 1636 - 16 novembre 1643 dimesso)
- Francesco Vitelli † (16 novembre 1643 - febbraio 1646 deceduto)
- Ascanio Maffei † (25 giugno 1646 - ottobre 1659 deceduto)
- Giacomo de Angelis † (20 settembre 1660 - 1667 dimesso)

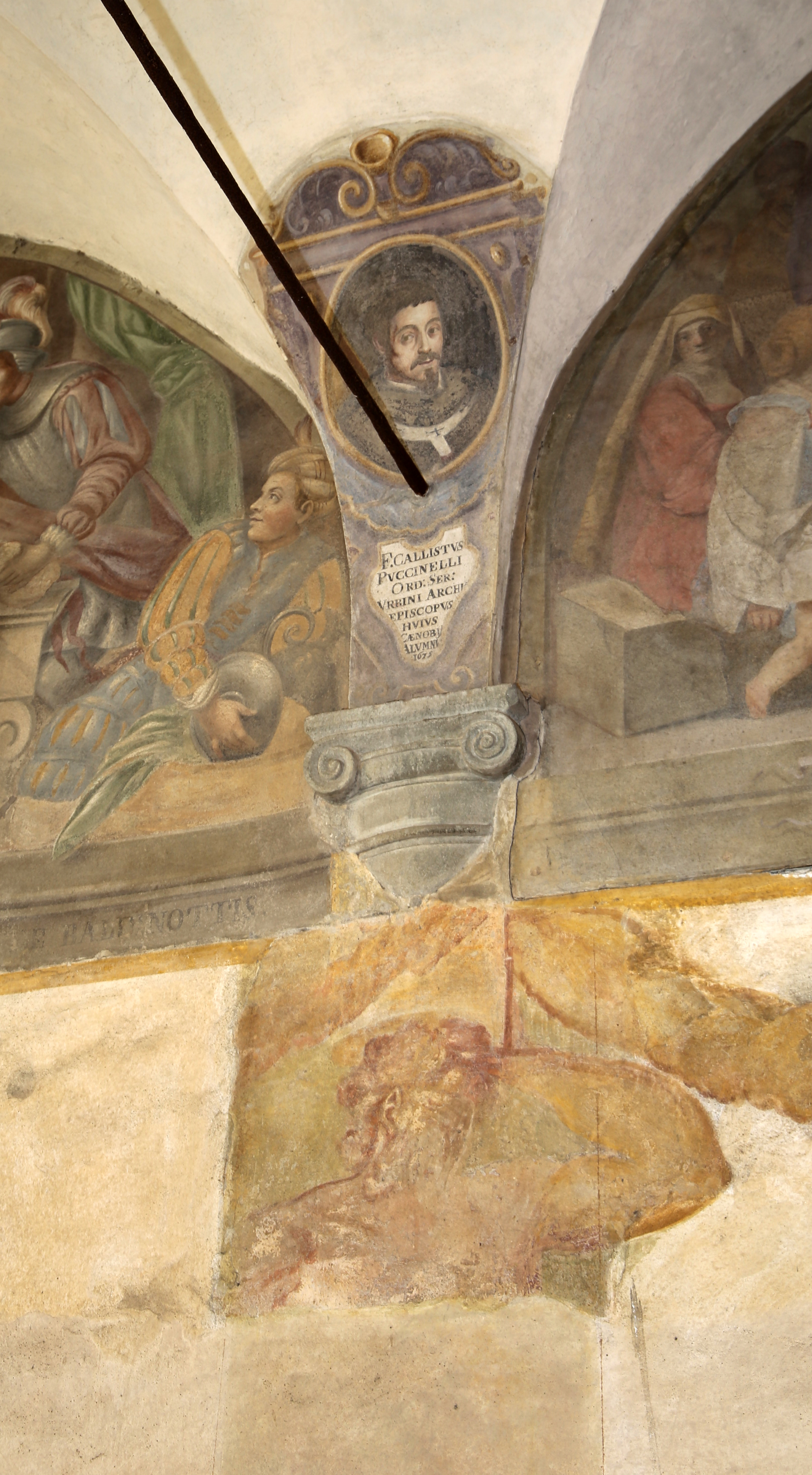
Callisto Puccinelli

- Callisto Puccinelli, O.S.M. † (16 marzo 1667 - 12 aprile 1675 deceduto)
- Giambattista Candiotti † (9 settembre 1675 - circa settembre 1684 deceduto)
- Antonio Roberti † (10 settembre 1685 - 26 gennaio 1701 deceduto)
  - Sede vacante (1701-1709)
  - Sebastiano Antonio Tanara † (1703 - 1709 dimesso) (amministratore apostolico)
- Antonio Francesco Sanvitale † (6 maggio 1709 - 17 dicembre 1714 deceduto)
- Tommaso Maria Marelli, C.O. † (7 dicembre 1716 - 23 febbraio 1739 nominato vescovo di Imola)
- Antonio Guglielmi † (22 giugno 1739 - 5 febbraio 1766 deceduto)
- Domenico Monti † (14 aprile 1766 - 8 settembre 1787 deceduto)
- Spiridione Berioli † (17 dicembre 1787 - 19 aprile 1819 deceduto)
- Ignazio Ranaldi, C.O. † (23 agosto 1819 - 2 gennaio 1827 deceduto)
- Giangrisostomo Dondini † (21 maggio 1827 - 10 novembre 1832 deceduto)
- Giovanni Niccolò Tanara † (17 dicembre 1832 - 24 novembre 1845 nominato patriarca titolare di Antiochia)
- Alessandro Angeloni † (16 aprile 1846 - 5 agosto 1881 deceduto)
- Antonio Maria Pettinari, O.F.M. † (18 novembre 1881 - 27 luglio 1885 dimesso[27])
- Carlo Maria Borgognini † (15 gennaio 1886 - 24 maggio 1889 nominato arcivescovo di Modena e abate di Nonantola)
- Nicodario Vampa † (30 dicembre 1889 - 27 settembre 1903 deceduto)
- Giovanni Maria Santarelli † (12 ottobre 1904 - 24 settembre 1908 deceduto)
- Ciro Pontecorvi, C.PP.S. † (29 aprile 1909 - 26 giugno 1911 deceduto)
- Giacomo Ghio † (28 marzo 1912 - 20 ottobre 1931 dimesso[28])
- Antonio Tani † (1º maggio 1932 - 31 dicembre 1952 dimesso[29])
- Anacleto Cazzaniga † (12 gennaio 1953 - 23 maggio 1977 ritirato)
- Ugo Donato Bianchi † (23 maggio 1977 - 30 settembre 1986 nominato arcivescovo di Urbino-Urbania-Sant'Angelo in Vado)

### Vescovi diTiphernum Metaurense
- Lucifero † (menzionato nel 465)
- Mario? † (menzionato nel 499)

### Vescovi di Urbania e Sant'Angelo in Vado
- Onorato Honorati † (22 settembre 1636 - agosto 1683 dimesso)
- Orazio Ondedei † (10 aprile 1684 - marzo 1688 deceduto)
- Pietro Barugi † (15 novembre 1688 - maggio 1708 deceduto)
- Antonio Antonelli † (6 maggio 1709 - 17 novembre 1711 deceduto)
- Giovanni Vincenzo Castelli, O.P. † (21 marzo 1714 - 24 settembre 1736 deceduto)
- Giuseppe Fabbretti † (19 novembre 1736 - 18 novembre 1747 deceduto)
- Deodato Baiardi † (18 dicembre 1747 - 28 novembre 1776 deceduto)
- Giovanni Pergolini † (17 febbraio 1777 - agosto 1779 deceduto)
- Paolantonio Agostini Zamperoli † (13 dicembre 1779 - circa 1813 deceduto)
  - Sede vacante (1813-1816)
- Francesco Leonini † (22 luglio 1816 - 9 aprile 1822 deceduto)
  - Sede vacante (1822-1824)
- Francesco Tassinari † (27 settembre 1824 - 27 dicembre 1832 deceduto)
- Lorenzo Parigini † (15 aprile 1833 - 24 dicembre 1848 deceduto)
- Antonio Boscarini † (20 aprile 1849 - 3 giugno 1872 deceduto)
- Giovanni Maria Maioli † (29 luglio 1872 - 19 giugno 1893 deceduto)
- Francesco Baldassarri † (18 maggio 1894 - 15 aprile 1901 nominato vescovo di Imola)
- Antonio Valbonesi † (15 aprile 1901 - 4 maggio 1906 dimesso[30])
  - Sede vacante (1906-1908)
- Luigi Giacomo Baccini, O.F.M.Cap. † (25 agosto 1908 - 16 gennaio 1935 deceduto)
- Giovanni Capobianco † (1º aprile 1935 - 7 aprile 1965 deceduto)
  - Sede vacante (1965-1977)[31]
- Ugo Donato Bianchi † (23 maggio 1977 - 30 settembre 1986 nominato arcivescovo di Urbino-Urbania-Sant'Angelo in Vado)

### Arcivescovi di Urbino-Urbania-Sant'Angelo in Vado
- Ugo Donato Bianchi † (30 settembre 1986 - 4 aprile 1999 deceduto)
- Francesco Marinelli † (11 marzo 2000 - 24 giugno 2011 ritirato)
- Giovanni Tani (24 giugno 2011 - 7 gennaio 2023 ritirato)
- Sandro Salvucci, dal 7 gennaio 2023

## Santi e beati legati all'arcidiocesi

### Santi
- Santa Veronica Giuliani.
- Santa Margherita della Metola.

### Beati
- Beato Mainardo, vescovo di Urbino.
- Beato Giovanni Pelingotto.
- Beato Benedetto da Urbino.
- Beato Sante Brancorsini da Urbino
- Beato Girolamo Ranuzzi da Sant'Angelo in Vado.

### Servi di Dio
- Renata Nezzo[32] da Urbino.

## Statistiche
L'arcidiocesi nel 2022 su una popolazione di 53.967 persone contava 44.172 battezzati, corrispondenti all'81,9% del totale.
| anno                                              | popolazione | popolazione | popolazione | presbiteri | presbiteri | presbiteri | presbiteri                | diaconi | religiosi | religiosi | parrocchie |
| anno                                              | battezzati  | totale      | %           | numero     | secolari   | regolari   | battezzati per presbitero | diaconi | uomini    | donne     | parrocchie |
| ------------------------------------------------- | ----------- | ----------- | ----------- | ---------- | ---------- | ---------- | ------------------------- | ------- | --------- | --------- | ---------- |
| arcidiocesi di Urbino                             |             |             |             |            |            |            |                           |         |           |           |            |
| 1950                                              | 46.700      | 47.000      | 99,4        | 116        | 108        | 8          | 402                       |         | 10        | 82        | 97         |
| 1970                                              | 38.450      | 38.500      | 99,9        | 84         | 74         | 10         | 457                       |         | 10        | 94        | 111        |
| 1980                                              | 36.200      | 38.200      | 94,8        | 84         | 71         | 13         | 430                       |         | 13        | 85        | 111        |
| arcidiocesi di Urbino-Urbania-Sant'Angelo in Vado |             |             |             |            |            |            |                           |         |           |           |            |
| 1990                                              | 50.700      | 51.000      | 99,4        | 97         | 86         | 11         | 522                       |         | 11        | 145       | 51         |
| 1999                                              | 52.600      | 54.000      | 97,4        | 81         | 72         | 9          | 649                       |         | 9         | 126       | 53         |
| 2000                                              | 53.100      | 54.500      | 97,4        | 81         | 71         | 10         | 655                       |         | 10        | 125       | 53         |
| 2001                                              | 53.500      | 55.000      | 97,3        | 78         | 65         | 13         | 685                       | 1       | 13        | 130       | 53         |
| 2002                                              | 54.623      | 57.617      | 94,8        | 81         | 65         | 16         | 674                       | 1       | 17        | 143       | 53         |
| 2003                                              | 54.600      | 57.600      | 94,8        | 79         | 63         | 16         | 691                       | 1       | 16        | 143       | 54         |
| 2004                                              | 54.600      | 57.600      | 94,8        | 70         | 60         | 10         | 780                       |         | 10        | 140       | 54         |
| 2010                                              | 50.500      | 54.900      | 92,0        | 68         | 59         | 9          | 742                       | 1       | 10        | 108       | 54         |
| 2014                                              | 54.000      | 57.000      | 94,7        | 66         | 55         | 11         | 818                       | 4       | 11        | 111       | 54         |
| 2017                                              | 52.790      | 56.785      | 93,0        | 62         | 50         | 12         | 851                       | 4       | 13        | 104       | 54         |
| 2020                                              | 49.179      | 52.543      | 93,6        | 55         | 44         | 11         | 894                       | 5       | 13        | 105       | 54         |
| 2021                                              | 47.188      | 51.532      | 91,5        | 54         | 43         | 11         | 873                       | 7       | 12        | 99        | 54         |
| 2022                                              | 44.172      | 53.967      | 81,9        | 54         | 43         | 11         | 818                       | 7       | 11        | 70        | 54         |

### Per Urbino
- (LA) Ferdinando Ughelli, Italia sacra, vol. II, seconda edizione, Venezia, 1717,  coll. 779-808.
- Francesco Lanzoni, Le diocesi d'Italia dalle origini al principio del secolo VII (an. 604), vol. I, Faenza, 1927,  p. 503.
- Giuseppe Cappelletti, Le Chiese d'Italia dalla loro origine sino ai nostri giorni, vol. III, Venezia, 1845,  pp. 165-233.
- (EN) Umberto Benigni, Archdiocese of Urbino, in Catholic Encyclopedia, New York, Encyclopedia Press, 1913.
- (LA) Paul Fridolin Kehr, Italia pontificia, vol. IV, Berolini, 1909,  pp. 218-221.
- (FR) Charles Pietri e Luce Pietri (a cura di), Prosopographie chrétienne du Bas-Empire. 2. Prosopographie de l'Italie chrétienne (313-604), vol. II: L-Z, Roma, École française de Rome, 2000,  pp. 1288–1289 (Leontius 17), 2006-2007 (Sebastianus 12).
- (LA) Pius Bonifacius Gams, Series episcoporum Ecclesiae Catholicae, Graz, 1957,  pp. 735-736.
- (LA)  Konrad Eubel, Hierarchia Catholica Medii Aevi, vol. 1, p. 509; vol. 2, p. 302; vol. 3, p. 326; vol. 4, p. 365; vol. 5, p. 399; vol. 6, p. 426.
- (LA) Bolla Super universas, in Bullarum diplomatum et privilegiorum sanctorum Romanorum pontificum Taurinensis editio, Vol. VII,  pp. 252-254.
- (LA) Decreto Instantibus votis (PDF), AAS 79 (1987), pp. 814–817.
- Cristiano Marchegiani, Il seminario tridentino: sistema e architettura. Storie e modelli nelle Marche pontificie, Pescara, Carsa edizioni, 2012 ("I saggi di Opus", 20), pp. 277–304 (Urbino), 328-329 (Urbania), 329 (Sant'Angelo in Vado).

### Per Urbania e Sant'Angelo in Vado
- (LA) Ferdinando Ughelli, Italia sacra, vol. II, seconda edizione, Venezia, 1717,  coll. 881-902.
- Francesco Lanzoni, Le diocesi d'Italia dalle origini al principio del secolo VII (an. 604), vol. I, Faenza, 1927,  p. 495.
- (FR) Charles Pietri e Luce Pietri (a cura di), Prosopographie chrétienne du Bas-Empire. 2. Prosopographie de l'Italie chrétienne (313-604), vol. II: L-Z, Roma, École française de Rome, 2000,  pp. 1328, 1412.
- Gaetano Moroni, Dizionario di erudizione storico-ecclesiastica, vol. II, Venezia, 1840,  p. 80.
- Giuseppe Cappelletti, Le Chiese d'Italia dalla loro origine sino ai nostri giorni, vol. III, Venezia, 1845,  pp. 411-439.
- (LA) Pius Bonifacius Gams, Series episcoporum Ecclesiae Catholicae, Graz, 1957,  pp. 666-667.
- (LA)  Konrad Eubel, Hierarchia Catholica Medii Aevi, vol. 4, p. 84; vol. 5, p. 86; vol. 6, p. 84.
- (LA) Decreto Instantibus votis (PDF), AAS 79 (1987), pp. 814–817.